# University of Nanking
Die University of Nanking (auch: Nanking University; Jinling University; chinesisch 金陵大学, Pinyin Jīn líng dà xué, W.-G. Chinling Ta-hsue, Jinling = Nanjing) war eine private Universität in Nanking, China. Die Universität wurde 1888 gegründet und durch amerikanische Kirchen finanziert. Sie war die erste Bildungs-Institution in China, die offiziell als „university“ bezeichnet wurde.

## Geschichte
Die Nanking University (汇文书院, Huiwen Shuyuan) wurde 1888 von C. H. Fowler ins Leben gerufen. Sie verfügte ursprünglich über drei Fakultäten: Liberal Arts, Divinity und Medicine. 1910 vereinigte sich die Nanking University mit dem The Union Christian College (宏育书院, Hongyu Shuyuan) und änderte ihren Namen in Private University of Nanking (金陵大学). Als solche wurde sie beim New York State Education Department eingetragen.
1951 wurde auch das Ginling College (Ginling Women University, gegr. 1913) in die University of Nanking eingefügt. 1952 verschmolz die University of Nanking mit der Universität Nanjing (南京大学).

## Persönlichkeiten
Präsidenten
- John Calvin Ferguson
- G.A. Stuart (师图尔)
- Arthur J. Bowen (包文)
- Chen Yuguang (陈裕光)
- Li Fangxun (李方训)

Absolventen
- Ching Chun Li, Genetiker, Chairman der American Society of Human Genetics.
- Choh Hao Li, Biologe, Biochemiker. Preisträger des Lasker Award.
- Choh-Ming Li, Pädagoge, Ökonom.
- Francois Cheng, Schriftsteller, Dichter. "Bridge Between Eastern and Western Culture".
- T. C. Tso, Agronom, Tabak-Wissenschaftler.
- Te-Tzu Chang, Agronom. Mitglied der Academia Sinica. Preisträger des Tyler Prize 1999.
- Thome H. Fang, Philosoph.
- W. B. Pettus, Pädagoge.
- Wu Teh Yao, Pädagoge, Politologe.
- Zhang Zhiwen, Agronom, Vize-Director General der FAO der Vereinten Nationen.

Mitarbeiter
- Charles W. Woodworth, Professor Emeritus und Gründer der Entomology Division an der University of California, Berkeley (1891–1930, C. W. Woodworth Award).
- Albin Bro, vierter Präsident des Shimer College.
- Pearl S. Buck, Schriftsteller.
- Zou Bingwen, Agronom, Vize-Chairman des Organisations-Komitees der Ernährungs- und Landwirtschaftsorganisation der Vereinten Nationen.